# Wyspy Salomona na Letnich Igrzyskach Olimpijskich 2020
Wyspy Salomona na Letnich Igrzyskach Olimpijskich 2020 – występ kadry sportowców reprezentujących Wyspy Salomona na igrzyskach olimpijskich, które odbyły się w Tokio w Japonii, w dniach 23 lipca – 8 sierpnia 2021 roku.
Reprezentacja Wysp Salomona liczyła troje zawodników – jednego mężczyznę i dwie kobiety, którzy wystąpili w 3 dyscyplinach.
Był to dziesiąty start tego kraju na letnich igrzyskach olimpijskich.

## Reprezentanci

### Lekkoatletyka
| Zawodniczka    | Konkurencja    | Finał   | Finał   |
| Zawodniczka    | Konkurencja    | Czas    | Miejsce |
| -------------- | -------------- | ------- | ------- |
| Sharon Firisua | Maraton kobiet | 3:02:10 | 72.     |

### Pływanie
| Zawodnik  | Konkurencja                 | Eliminacje | Eliminacje | Półfinał | Półfinał | Finał | Finał   |
| Zawodnik  | Konkurencja                 | Czas       | Miejsce    | Czas     | Miejsce  | Czas  | Miejsce |
| --------- | --------------------------- | ---------- | ---------- | -------- | -------- | ----- | ------- |
| Edgar Iro | 100 m st. dowolnym mężczyzn | 1:00,13    | 70.        | NQ       | NQ       | NQ    | NQ      |

### Podnoszenie ciężarów
| Zawodniczka    | Konkurencja     | Rwanie   | Rwanie  | Podrzut  | Podrzut | Suma | Pozycja |
| Zawodniczka    | Konkurencja     | Rezultat | Miejsce | Rezultat | Miejsce | Suma | Pozycja |
| -------------- | --------------- | -------- | ------- | -------- | ------- | ---- | ------- |
| Mary Kini Lifu | do 55 kg kobiet | 67       | 14.     | 87       | 14.     | 154  | 14.     |